# Prades-sur-Vernazobre
Prades-sur-Vernazobre (okzitanisch: Pradas de Vernasòbre) ist eine französische Gemeinde mit 369 Einwohnern (Stand: 1. Januar 2022) im Département Hérault in der Region Okzitanien (vor 2016: Languedoc-Roussillon). Sie gehört zum Arrondissement Béziers und zum Kanton Saint-Pons-de-Thomières. Die Einwohner werden Pradéens genannt.

## Geographie
Die Gemeinde Prades-sur-Vernazobre liegt an der Vernazobre, etwa 21 Kilometer nordwestlich von Béziers in den südlichsten Ausläufern des Zentralmassivs. Umgeben wird Prades-sur-Vernazobre von den Nachbargemeinden Berlou im Norden, Cessenon-sur-Orb im Nordosten und Osten, Cazedarnes im Südosten, Pierrerue im Süden und Westen sowie Ferrières-Poussarou im Nordwesten.

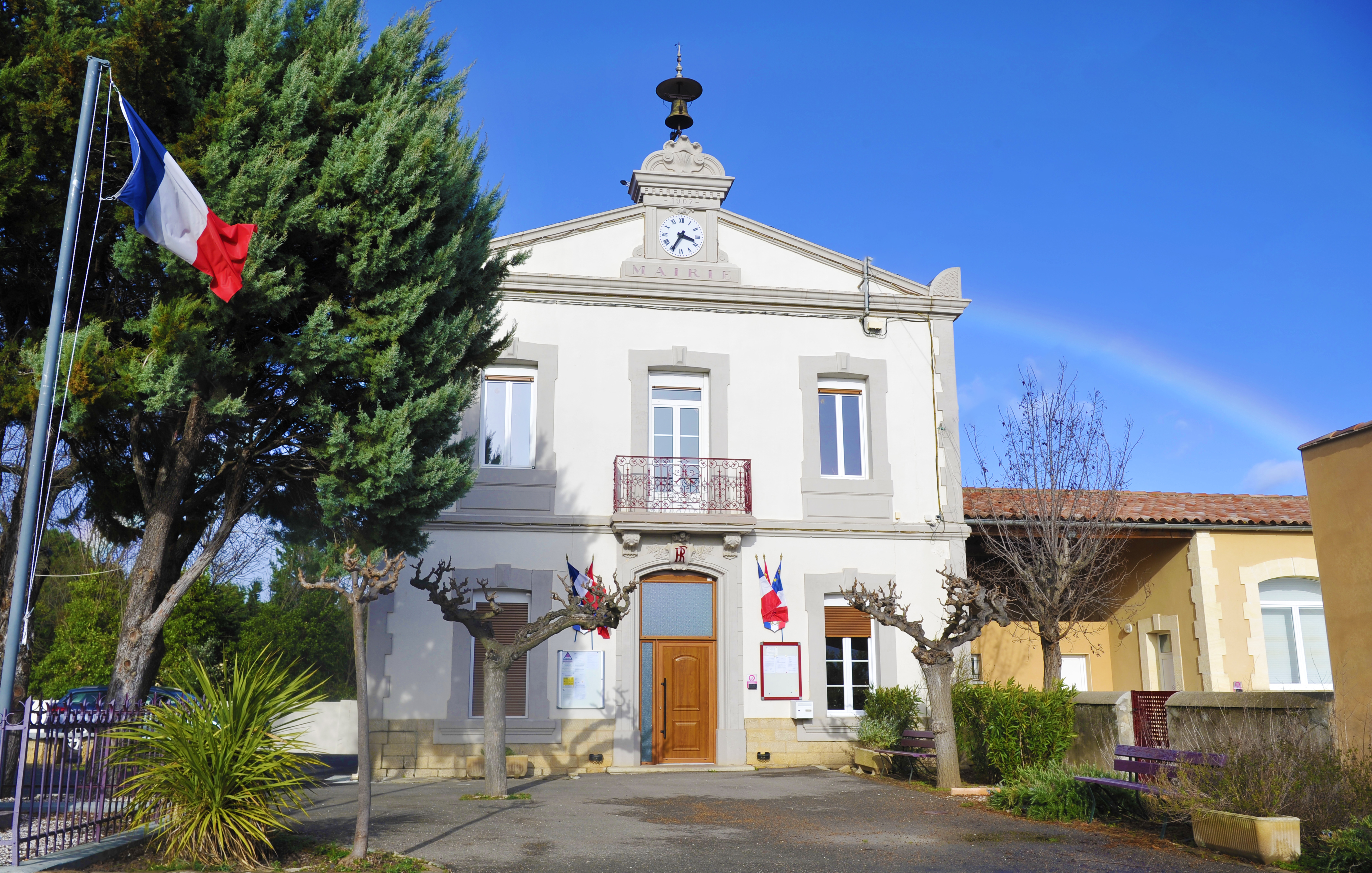
Rathaus (mairie)

## Bevölkerungsentwicklung
| Jahr                       | 1962 | 1968 | 1975 | 1982 | 1990 | 1999 | 2011 | 2020 |
| Einwohner                  | 221  | 246  | 228  | 203  | 211  | 236  | 284  | 329  |
| Quellen: Cassini und INSEE |      |      |      |      |      |      |      |      |

## Sehenswürdigkeiten
- Kirche Sainte-Marguerite

## Wirtschaft
In Prades existieren mehrere Weinbaubetriebe, die Qualitätsweine der AOC Saint-Chinian erzeugen.